# 茚
茚，有机化合物，一种稠环芳香烃，分子式为C9H8，是一个易燃的多环烃。它由苯环和环戊二烯稠合而成。茚是无色到淡黄色的液体，工业上主要用来生产香豆酮-茚热塑性树脂。
茚也被称为苯并茂，自然界中存在于煤焦油175-185 °C 馏分中。可以通过钠和茚反应（茚是酸性的），然后水蒸气蒸馏将茚分离出来。
茚可以很快聚合。茚氧化得到邻羧基苯乙酸。
在乙醇钠存在下，茚和草酸乙酯缩合得到茚的草酸酯。碱金属存在下，茚与醛或酮反应则得到深色的亚甲基茚。